# Mamma Mia!
 Denne artikel omhandler musicalen Mamma Mia!. Opslagsordet har også en anden betydning, se Mamma Mia.
Mamma Mia! er en musical, skrevet af Catherine Johnson og de to mandlige ABBA-medlemmer Benny Andersson & Björn Ulvæus.
Mamma Mia! er baseret på ABBA-sange, men er ikke om ABBA. Historien foregår i Grækenland og handler om Sophie og hendes mor, Donna. Sophie er meget opsat på at finde ud af hvem der er hendes far og da hun læser morens dagbog, finder hun ud af, at hun har tre mulige fædre, nu skal hun bare finde den rigtige...
Mamma Mia havde premiere 6. april 1999 på Prince Edward Theatre i London og fik enorm succes. Siden har musicalen bl.a. været opført i USA (På Broadway), Canada, Japan, Australien, New Zealand, Spanien, Sverige, Irland, Belgien, Tyskland og Sydkorea. I forbindelse med en turné blev musicalen opført i Forum København d. 11.-22. april 2007.
I 2010 blev Mamma Mia! opført i Danmark i en dansk oversættelse af bl.a. Anne Linnet.